# Parileomus
 Parileómus — підрід жуків роду Lixus родини Довгоносики (Curculionidae). 

## Спосіб життя
Ймовірно, типовий для роду Lixus. 

## Географічне поширення
В Палеарктиці всі знахідки видів цього підроду зроблені у Китаї.

## Класифікація
Описано три палеарктичні види цього підроду : 
- Lixus humerosus (Voss, 1939)
- Lixus kuatunensis Voss, 1958
- Lixus lautus Voss, 1958

Крім того, до цього ж підроду відносили ще шість тропічних видів, але таксономічний статус їх не ревізувався. Ці види описано під такими назвами:
- Lixus javanus Faust,1896
- Lixus mucoreus Pascoe, 1885
- Lixus muongus Heller, 1922
- Lixus orientalis Faust,1896
- Lixus prainae Faust
- Lixus vulpinus Pascoe, 1885